# Console de jogos eletrônicos de fantasia
Um console de jogo eletrônico de fantasia (português brasileiro) ou uma consola de jogo eletrónico de fantasia (português europeu) (ou simplesmente console/consola de fantasia) é um emulador para um console de jogos eletrônicos fictício. O o objetivo é criar a experiência do retrogaming sem a necessidade de emular um console real, permitindo que o desenvolvedor decida livremente quais especificações seu hardware fictício terá.
Um exemplo popular de console de fantasia é o PICO-8, que foi usado para criar a versão original de Celeste, conhecido como Celeste Classic. Embora muitos consoles de fantasia, como o PICO-8, o TIC-80 e o Pixel Vision 8, usem a linguagem de programação Lua, uma variedade de outras linguagens, como JavaScript e Python, são suportadas por outros consoles de fantasia. Mesmo que dois consoles usem a mesma linguagem de programação, não significa que sejam compatíveis. Muitas vezes existem diferenças sutis na sintaxe dos consoles, e mais notavelmente, na IPA. Existem algumas ferramentas que visam converter os cartuchos de um console para outro automaticamente (incluindo os scripts), mas elas não são perfeitas.
Outro exemplo de console de fantasia é o Gigadrive, que é uma revisão imaginária do Sega Genesis criada pela desenvolvedora de jogos M2, que também criou um emulador para este sistema. Este console tem o dobro de VRAM, mais quatro camadas para planos de fundo (e valores Z em cada camada) e sprites para arquivar efeitos 3D em jogos Genesis corrigidos. Estes jogos emulados foram vendidos no Nintendo 3DS com o nome 3D Classics.
Em novembro de 2021, os consoles de fantasia PICO-8 e TIC-80 estavam entre as 20 plataformas de desenvolvimento de jogos mais usadas no itch.io.

## Definição
Joseph White, também conhecido como "zep", criador do PICO-8, cunhou o termo "console de fantasia",  e o descreve da seguinte forma:

Um console de fantasia é como um console comum, mas sem a inconveniência do hardware real. PICO-8 tem tudo o que faz de um console um console: especificações da máquina e formato de exibição, ferramentas de desenvolvimento, cultura de design, plataforma de distribuição, comunidade e jogadores. É semelhante a um emulador de jogo retrô, mas para uma máquina que nunca existiu.Original (em inglês): "What is a Fantasy Console?"
A fantasy console is like a regular console, but without the inconvenience of actual hardware. PICO-8 has everything else that makes a console a console: machine specifications and display format, development tools, design culture, distribution platform, community and playership. It is similar to a retro game emulator, but for a machine that never existed.— zep PICO-8 FAQ (em inglês)
Como descreve o desenvolvedor Björn Ritzl, os consoles de fantasia simulam o hardware restrito de um sistema antigo, empacotado em uma experiência amigável ao usuário com ferramentas integradas para a criação de ativos e programação de lógica de jogo.